# Багратіон (фільм)
«Багратіон» (груз. ბაგრატიონი} — радянський двосерійнийісторико-біографічний фільм 1985 року про життя славетного російського полководця Петра Івановича Багратіона — героя Французько-російської війни 1812 року.
Спільне виробництво «Грузія-фільм» і «Мосфільм». Режисери Гіулі Чохонелідзе і Караман Мгеладзе. Прем'єра — грудень 1985 року.

## Сюжет
1812 рік. Смертельно пораненого в Бородінській битві Петра Івановича Багратіона привозять в село, в маєток тітки. Повільно вмираючи, він згадує про минуле, пережите. А згадати герою і нащадку грузинських царів є про що.
1799 рік. Легендарний перехід Суворова через Альпи, взяття неприступного Чортова моста.
1800 рік. Зустрічі з Павлом I і придворними, пишне вшановування і швидке примусове одруження на графині Катерині Павлівні Скавронській.
1809 рік. Зустрічі з Олександром I і придворними, сумний і нещасливий роман з великою княжною Катериною Павлівною.
1812 рік. Нашестя Наполеона. Конфлікти з Барклаєм-де-Толлі, наради з Кутузовим. І нарешті — битва при Бородіно…

## У ролях
- Гіулі Чохонелідзе — Петро Іванович Багратіон
- Юрій Катін-Ярцев — Олександр Васильович Суворов
- Михайло Кузнецов — Михайло Іларіонович Кутузов
- Улдіс Лієлдіджс — Михайло Богданович Барклай-де-Толлі
- Віктор Мурганов — Олександр I
- Жанрі Лолашвілі — Наполеон
- Ірина Малишева — княжна Катерина Павлівна, молодша дочка Павла I
- Лія Еліава — грузинська княжна
- Ірина Алфьорова — княгиня Єлизавета Скавронська
- Таїсія Литвиненко — графиня Катерина Багратіон-Скавронська, дружина Багратіона
- Володимир Дружников — Еммануїл Францевич Сен-Прі
- Паул Буткевич — Юзеф Гава
- Павло Винник — лікар
- Володимир Конкін — князь Меншиков
- Зураб Кіпшидзе — Роман Багратіон
- Георгій Георгіу — хірург-професор
- Михайло Бичков — генерал
- Володимир Костюк — Андріанов, солдат
- Арніс Ліцитіс — Павло I
- Леван Мсхіладзе — ад'ютант Наполеона
- Володимир Привалов — посол
- Леонід Харитонов — генерал
- Анатолій Ведьонкин — Георг Ольденбургський, наречений великої княгині Катерини Павлівни
- Борис Юрченко — російський солдат
- Андрій Вертоградов — придворний
- Галина Левченко — графиня Гагаріна
- Іван Турченко — ординарець Кутузова
- Вадим Вільський — епізод
- Петро Кононіхін — епізод
- Віктор Лазарев — епізод
- Павло Махотін — епізод
- Олександр Толубаєв — епізод
- Гіо Мгеладзе — епізод
- Микола Горлов — епізод
- Ігор Косухін — епізод
- Лев Поляков — епізод

## Знімальна група
- Автор сценарію —  Василь Соловйов
  - За участю Гіулі Чохонелідзе
- Режисери-постановники — Гіулі Чохонелідзе і Караман Мгеладзе
- Оператор-постановник —  Володимир Климов
- Художники-постановники — Євген Маркович і Наум Фурман
- Режисер —  Сергій Нілов
- Композитор —  В'ячеслав Овчинников
- Звукооператор —  Ігор Урванцев
- Державний симфонічний оркестр кінематографії СРСР
  - Диригент —  В'ячеслав Овчинников
- Комбіновані зйомки:
  - Оператор —  Олександр Ренке,  Андрій Ренке
  - Художник —  Зоя Морякова
- Директор картини — Гія Купарадзе